# Parabemisia maculata
Parabemisia maculata là một loài côn trùng cánh nửa trong họ Aleyrodidae, phân họ Aleyrodinae.
Parabemisia maculata được Takahashi miêu tả khoa học đầu tiên năm 1952.